# Somerset contra Stewart
Somerset contra Stewart (1772)(también conocido como Somerset v Stewart, Sommersett v Steuart, caso de Somersett y Sentencia Mansfield) fue una sentencia del tribunal inglés de King's Bench (Court of King's Bench) en 1772, relacionada con el derecho de una persona esclavizada en suelo inglés a no ser expulsada por la fuerza del país y enviada a Jamaica para su venta. Según una versión del caso, el juez William Murray, primer conde de Mansfield, decidió que:

El estado de esclavitud es de tal naturaleza que no puede ser introducido por ninguna razón, moral o política, sino sólo por la ley positiva, que conserva su fuerza mucho después de que las razones, las ocasiones y el momento mismo que lo crearon se hayan borrado de la memoria. Es tan odioso que no se puede permitir nada que lo apoye, excepto la ley positiva. Por lo tanto, cualesquiera que sean los inconvenientes que puedan derivarse de la decisión, no puedo decir que este caso esté permitido o aprobado por la ley de Inglaterra; y por lo tanto, el negro debe ser liberado.

La esclavitud nunca había sido autorizada por estatuto en Inglaterra y Gales, y William Murray encontró que tampoco estaba respaldada por el derecho consuetudinario en Inglaterra, aunque no hizo ningún comentario sobre la situación en los territorios británicos de ultramar. El caso fue seguido de cerca en todo el imperio, particularmente en las Trece Colonias americanas.  Los académicos no han estado de acuerdo sobre qué precedente legal preciso sentó el caso.

## Antecedentes
James Somerset, un africano esclavizado, fue comprado por Charles Stewart (o Steuart), un oficial de aduanas, cuando estaba en Boston, provincia de la bahía de Massachusetts, una colonia de la corona británica en América del Norte. 
Stewart llevó a Somerset con él cuando regresó a Inglaterra en 1769, pero en octubre de 1771 Somerset escapó. Después de ser recapturado en noviembre, Stewart lo hizo encarcelar en el barco Ann and Mary (al mando del capitán John Knowles), con destino a la colonia británica de Jamaica. Ordenó que Somerset fuera vendido a una plantación para obtener mano de obra. Los tres padrinos de Somerset cuando fue bautizado como cristiano en Inglaterra —John Marlow, Thomas Walkin y Elizabeth Cade— presentaron el 3 de diciembre una solicitud ante el Tribunal del King's Bench para obtener un recurso de habeas corpus. El 9 de diciembre, el capitán Knowles presentó a Somerset ante el Tribunal del Banco del Rey, que tuvo que determinar si su encarcelamiento era legal.
El presidente del Tribunal Supremo, William Murray, ordenó una audiencia para el 21 de enero; mientras tanto, puso al prisionero en libertad bajo fianza. La solicitud del abogado de Somerset de preparar argumentos fue concedida, por lo que no fue hasta el 7 de febrero de 1772 que el caso se escuchó. Mientras tanto, el caso había atraído mucha atención en la prensa y el público donó dinero para apoyar a los abogados de ambos lados de la contienda
Granville Sharp, un laico abolicionista que continuamente buscaba casos de prueba contra las justificaciones legales de la esclavitud, fue el verdadero partidario de Somerset. Cuando se llevó a cabo la vista del caso, cinco abogados comparecieron en defensa de Somerset, que intervinieron en tres audiencias entre febrero y mayo. Entre estos abogados se encontraban Francis Hargrave, un joven abogado que se hizo famoso con este, su primer caso;  James Mansfield ;  el sargento William Davy ;  el sargento John Glynn ;  John Alleyne;  y el célebre abogado y orador irlandés John Philpot Curran,  cuyas líneas en defensa de Somerset fueron citadas a menudo por los abolicionistas estadounidenses, como Frederick Douglass y Harriet Beecher Stowe en La cabaña del tío Tom.
Los defensores de Somerset argumentaron que, si bien las leyes coloniales podían permitir la esclavitud, ni el derecho consuetudinario de Inglaterra ni ninguna ley estatutaria promulgada por el Parlamento reconocían la existencia de la esclavitud y que, por lo tanto, la esclavitud en Inglaterra era ilegal.  También argumentaron que el derecho contractual inglés no permitía que ninguna persona fuera esclavizada y que ningún contrato podía ser vinculante sin el consentimiento de la misma. Los argumentos se centraron en detalles jurídicos más que en principios humanitarios. Cuando los dos abogados de Charles Stewart expusieron su caso, argumentaron que la propiedad era primordial y que sería peligroso liberar a todos los negros de Inglaterra (quienes, según la sentencia posterior de William Murray en el caso, eran 14.000 o 15.000).  

## Juicio
Después de escuchar los argumentos orales, Lord Mansfield propuso que Stewart podría evitar los efectos potencialmente de largo alcance sobre las ganancias de los dueños de esclavos si permitía que Somerset quedara libre y no insistía en que el tribunal emitiera una sentencia final. De lo contrario, dijo Mansfield, se dictaría sentencia y "se haría justicia sea cual sea la consecuencia":

Semestre de Pascua, 14 de mayo de 1772.
... El Sr. Stewart no presenta ninguna reclamación sobre el contrato; basa toda su demanda en un derecho sobre el negro como esclavo, y menciona que el propósito de la detención es enviarlo para ser vendido en Jamaica. Si las partes quieren un fallo, fiat justitia ruat cœlum, que se haga justicia sea cual sea la consecuencia. 50 libras esterlinas por cabeza pueden no ser un precio alto; entonces los propietarios sufren una pérdida de más de 700.000 libras esterlinas. ¿Cómo se mantendría la ley con respecto a su acuerdo; sus salarios? ¿Cuántas acciones por una leve coerción por parte del amo? No podemos dirigir la ley en ninguno de estos puntos; la ley debe gobernarnos a nosotros. En estos detalles, puede ser un asunto de consideración importante qué disposiciones se hacen o establecen por ley. El señor Stewart puede poner fin a la cuestión despidiendo o dando libertad al negro.

Stewart optó por continuar con el caso y William Murray se retiró para tomar su decisión, reservando el juicio por más de un mes. Dictó su sentencia el 22 de junio de 1772 (esta versión, con párrafos modernos, está transcrita de una carta al General Evening Post, informando sobre el juicio). 

Trinity Term, 22 de junio de 1772.

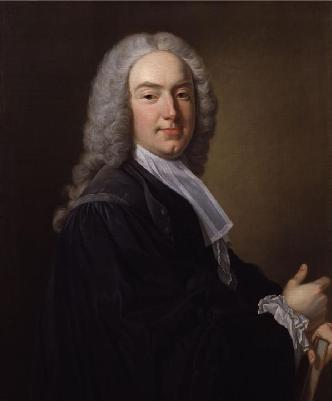
William Murray

Prestamos la debida atención a la opinión de Sir Philip York y el Sr. Talbot en el año 1729, por la cual se comprometieron ante los plantadores británicos a pagar las consecuencias legales de traer esclavos a este reino o de ser bautizados; opinión que fue repetida y reconocida por Lord Hardwicke, en funciones de Canciller el 19 de octubre de 1749, en el siguiente sentido: dijo que Trover apostaría por un esclavo negro; que prevalecía la idea de que si un esclavo llegaba a Inglaterra o se convertía al cristianismo, con ello se emancipaba; pero no había fundamento legal para tal idea; que cuando él y Lord Talbot eran Procurador General, esta noción de que un esclavo se volvía libre al ser bautizado prevaleció tan fuertemente, que los plantadores evitaron industriosamente que se volvieran cristianos; sobre la base de lo cual se tomó en cuenta su opinión, y después de su mejor consideración ambos eran claramente de la opinión de que un esclavo no cambiaba en lo más mínimo su situación o estado hacia su amo o dueño, ya sea al ser bautizado, o al venir a Inglaterra; que aunque el estatuto de Carlos II había abolido la tenencia hasta el punto de que ningún hombre podía ser un villano regerdane [sic; error de escribano: léase regardant], sin embargo, si se reconociera como un villano enredado en cualquier Tribunal de Registro, no sabía de ninguna manera por la cual pudiera tener derecho a su libertad sin el consentimiento de su amo.
Sentimos la fuerza de los inconvenientes y consecuencias que seguirán a la decisión de esta cuestión. Sin embargo, todos estamos tan claramente de una misma opinión sobre la única cuestión que se nos plantea, que creemos que debemos dictar sentencia sin aplazar el asunto que se va a discutir ante todos los jueces, como es habitual en el Habeas Corpus, y como al principio insinuamos nuestra intención de hacerlo en este caso. La única cuestión, entonces, es si la causa presentada es suficiente para su prisión preventiva. Si no, debe ser puesto en libertad.
La causa presentada es que el esclavo se ausentó y se apartó del servicio de su amo, y se negó a volver y servirle durante su estancia en Inglaterra; por lo que, por órdenes de su amo, fue puesto a bordo del barco por la fuerza y allí detenido en custodia segura, para ser sacado del reino y vendido. Un acto de dominio tan elevado debe derivar su autoridad, si es que tiene alguna, de la ley del reino donde se ejecutó. Un extranjero no puede ser encarcelado aquí con la autoridad de ninguna ley existente en su propio país: el poder de un amo sobre su sirviente es diferente en todos los países, más o menos limitado o extenso; Por lo tanto, su ejercicio debe estar siempre regulado por las leyes del lugar en que se ejerce.

El estado de esclavitud es de tal naturaleza que no puede ser introducido por los tribunales de justicia basándose en el mero razonamiento o en inferencias de principios naturales o políticos; debe surgir del derecho positivo; su origen no puede rastrearse en ningún país ni época hasta ninguna otra fuente; el uso inmemorial preserva la memoria del derecho positivo mucho después de que se hayan perdido todos los rastros de la ocasión; la razón, la autoridad y el momento de su introducción se pierden; y en un caso tan odioso como el de la condición de los esclavos, que debe tomarse estrictamente, el poder reclamado por esta declaración nunca se utilizó aquí; nunca se permitió a ningún amo tomar a un esclavo por la fuerza para venderlo en el extranjero porque hubiera desertado de su servicio o por cualquier otra razón; no podemos decir que la causa expuesta por esta declaración esté permitida o aprobada por las leyes de este reino, por lo tanto, el negro debe ser despedido.

## Significado

### Después de la decisión
Somerset fue liberado y sus partidarios, entre los que había londinenses blancos y negros, lo celebraron. Aunque los argumentos de los abogados pueden haberse basado principalmente en tecnicismos legales, William Murray pareció creer que se había planteado una gran cuestión moral y evitó deliberadamente responderla en su totalidad, debido a sus profundas consecuencias políticas y económicas.
En Gran Bretaña hubo reacciones de personas prominentes sobre la decisión; Sharp preguntó retóricamente "¿por qué es que el pobre africano negro se encuentra con una medida de justicia tan diferente en Inglaterra y América, como para ser juzgado libre en uno, y en el otro mantenido en la más abyecta esclavitud?"   El compositor de himnos William Cowper escribió en un poema que "no tenemos esclavos en casa - ¿por qué entonces en el extranjero?"  El polímata Benjamin Franklin, que estaba de visita en Inglaterra en ese momento, estaba menos impresionado con las celebraciones de los abolicionistas británicos por el caso, criticando sus celebraciones,
 
A menudo se cita erróneamente a William Murray diciendo que "este aire es demasiado puro para que lo respire un esclavo", pero tales palabras no aparecen en la sentencia. Más bien, estas palabras son parte de la peroración de William Davy, sargento de Somerset, quien previamente había citado un informe de un caso de 1569, en el reinado de Isabel I, en el que "un tal Cartwright trajo un esclavo de Rusia y lo azotaba; por lo que fue interrogado; y se resolvió que Inglaterra era un aire demasiado puro para que un esclavo lo respirara"; no está claro que esto se dijera en el caso Cartwright. Algunos historiadores legales piensan que se trató de una cita errónea de un extracto de la sentencia del Lord Presidente del Tribunal Supremo John Holt en el caso Smith v Gould, en la que se dice que dijo: "tan pronto como un negro llega a Inglaterra es libre; uno puede ser un villano en Inglaterra, pero no un esclavo". 

### Precedente
Los académicos del derecho han discutido durante años sobre qué precedente legal se estableció en el caso.    Las diferencias en los informes sobre la sentencia hacen difícil determinar hasta qué punto William Murray reconoció los principios que sustentaban su fallo deliberadamente limitado. El pasaje de la sentencia en las recopilaciones estándar de informes legales no parece referirse a la remoción de esclavos por la fuerza del país, mientras que el mismo pasaje en el informe informal por carta al Evening Post, citado anteriormente, sí lo hace. 
En 1785, William Murray expresó la opinión en R v Inhabitants of Thames Ditton de que su fallo en el caso Somerset sólo decidía que un esclavo no podía ser sacado por la fuerza de Inglaterra contra su voluntad. En el caso de Thames Ditton, una mujer negra llamada Charlotte Howe había sido traída a Inglaterra como esclava por un tal capitán Howe. Después de la muerte del capitán Howe, Charlotte buscó ayuda para los pobres en la parroquia de Thames Ditton. William Murray afirmó que el caso Somersett había determinado únicamente que un amo no podía obligar a un esclavo a abandonar Inglaterra, de forma similar a como en épocas anteriores un amo no podía expulsar por la fuerza a su villano. Dictaminó que Charlotte no tenía derecho a recibir ayuda bajo las Leyes de Pobres porque la ayuda dependía de haber sido "contratada" y esto no se relacionaba con los esclavos. En el informe oficial del caso, se registra que William Murray interrumpió al abogado para afirmar: "Las determinaciones no van más allá de que el amo no puede obligarlo por la fuerza a salir del reino".
El informe oficial del caso Thames Ditton respalda el relato de su sentencia dado en la carta del Times y es el argumento más sólido a favor de un alcance limitado de la decisión. La sentencia de William Murray en el caso Somerset no dice explícitamente que los esclavos se volvían libres cuando entraban en Inglaterra; no dice nada sobre cuál era su estatus en Inglaterra. En el caso Thames Ditton, William Murray pareció comparar el estatus de un esclavo con el de "villano en bruto", un antiguo estatus feudal de servidumbre que no había sido abolido del derecho inglés, pero que había desaparecido. No lo había hecho en el caso Somerset a pesar de la invitación del abogado de Stewart.
La sentencia Somerset, aunque se limitó a prohibir el traslado forzoso de esclavos de Inglaterra, sentó un precedente radical. Fue en contra de la opinión publicada del Procurador General, Sir Philip Yorke y del Procurador General, Sr. Talbot en 1729 y la decisión judicial de Sir Philip Yorke, entonces Lord Canciller Hardwicke, en 1749 en el caso de Pearne v Lisle.  Este último había declarado que los esclavos eran objetos de propiedad (Hardwicke los describió como "como el ganado de una granja"), que no se emancipaban ni al convertirse al cristianismo ni al entrar en Inglaterra, que su posesión podía recuperarse mediante una acción legal de trover y que su amo podía legalmente obligarlos a abandonar Inglaterra con él. La reclamación de 1749 se basó en la opinión de 1729, que no citaba ningún precedente ni ofrecía ningún razonamiento. Hubo otros procesos de libertad con fallos diferentes antes de 1772, en particular Shanley v Harvey (1763) y R v Stapylton (1771, también ante William Murray). Si bien la sentencia de William Murray evitó emitir un juicio definitivo sobre la legalidad de la esclavitud en Inglaterra, no obstante desafió las suposiciones de que las personas esclavizadas no eran más que propiedades y que la "britanicidad" y la blancura eran categorías inseparables. 
Se consideró que el precedente establecido por el caso Somerset tenía implicaciones más amplias. En The Slave Grace de 1827, Lord Stowell confirmó la decisión del Tribunal del Vicealmirantazgo de Antigua, según la cual una esclava que había regresado a las colonias, después de haber residido en Inglaterra durante un año, donde era libre y no se podía ejercer ninguna autoridad sobre ella, mediante su regreso voluntario tenía que someterse a la autoridad sobre ella resultante de la ley de esclavitud de Antigua.  Lord Stowell criticó la sentencia de William Murray en el caso Somerset, describiéndola como una sentencia que revertía la de Lord Hardwicke y establecía que "los dueños de esclavos no tenían autoridad ni control sobre ellos en Inglaterra, ni poder alguno para enviarlos de regreso a las colonias".
Lord Stowell añadió además:

Así cayó un sistema que había existido en este país sin duda, y que ocasionalmente se había impuesto a sus colonias y ha continuado hasta el día de hoy, es decir, durante más de cincuenta años, sin más interrupciones.

Esta lectura más amplia del caso de Somerset parece estar respaldada por la sentencia del juez Best en Forbes v Cochrane  en 1824. Dijo: "No existe ningún estatuto que reconozca la esclavitud que opera en esa parte del imperio británico en la que ahora estamos llamados a administrar justicia".  Describió el caso Somerset como el que da derecho a un esclavo en Inglaterra a liberarse (de ese estatus) y hace que cualquier persona que intente obligarlo a volver a la esclavitud sea culpable de violación de propiedad, pero no todos los informes del caso concuerdan.  
Cualquiera que fuera la ratio decidendi técnica del caso, el público en general entendió ampliamente que el caso Somerset significaba que, al menos en suelo inglés, ningún hombre era esclavo. 

### Efecto doméstico

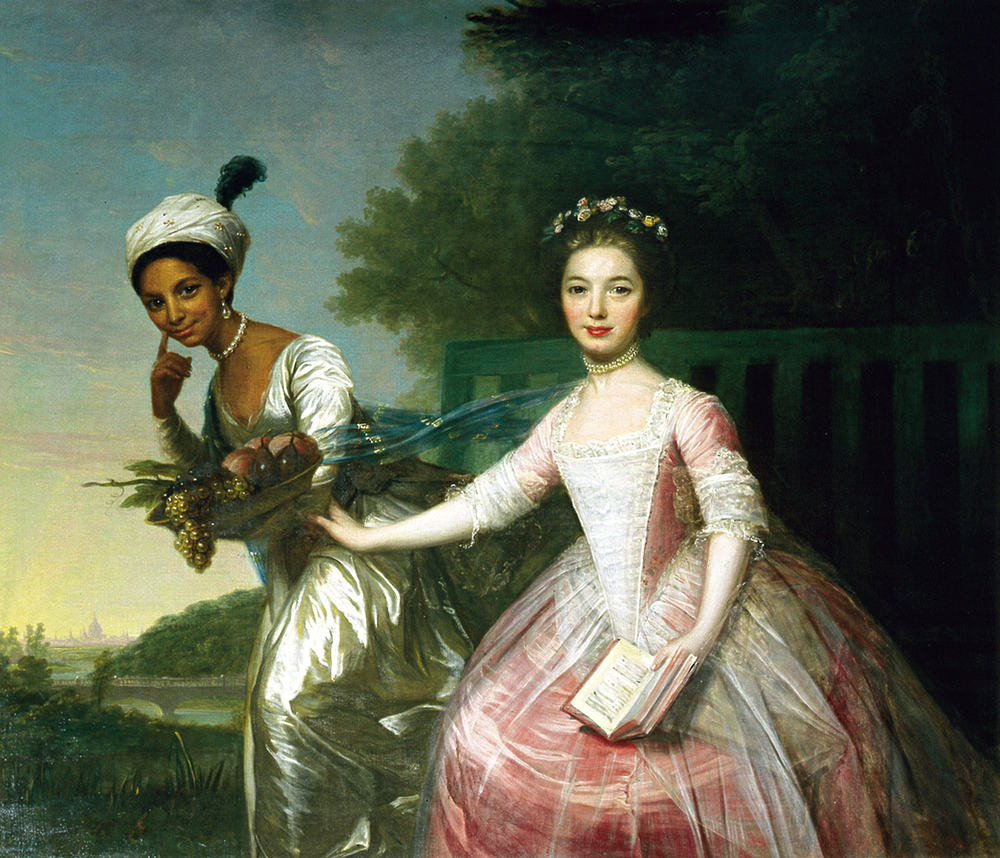
Dido Elizabeth Belle con su prima Elizabeth Murray, sobrinas nietas de William Murray, ambas criadas en Kenwood House.

Aunque el caso de Somerset supuso un impulso para el movimiento abolicionista, no puso fin a la tenencia de esclavos en Inglaterra.    Tampoco puso fin a la participación británica en el comercio de esclavos ni a la esclavitud en otras partes del Imperio Británico, donde las colonias habían establecido leyes sobre esclavitud. A pesar de la sentencia, los esclavos fugitivos continuaron siendo recapturados en Inglaterra. Tan solo un año después de la sentencia de Somerset, apareció un artículo en un periódico sobre un fugitivo que había sido recapturado y se había suicidado en Inglaterra.  Además, los anuncios periodísticos de la época muestran que se seguían comprando y vendiendo esclavos en las Islas Británicas.  En 1779, un periódico de Liverpool anunció la venta de un niño negro y Sharp adquirió un recorte del anuncio.  En 1788, activistas contra la esclavitud, entre ellos Thomas Clarkson y James Ramsay, compraron un esclavo en Inglaterra para demostrar que la esclavitud todavía existía en el país.  En 1792, un periódico de Bristol informó sobre la venta de una esclava africana en el puerto.   
No fue hasta 1807 que el Parlamento decidió suprimir el tráfico de esclavos, proscribiendo su práctica por parte de súbditos británicos y buscando suprimir el tráfico por parte de extranjeros, a través del poder marítimo de la Marina Real. Aunque se suprimió la trata de esclavos, la esclavitud continuó en varias partes del Imperio Británico hasta que fue abolida por la Ley de Abolición de la Esclavitud de 1833. Los comerciantes de esclavos que financiaron la defensa de Stewart no estaban preocupados por James Somerset o el número relativamente limitado de esclavos en Gran Bretaña, sino por cómo la abolición podría afectar sus intereses en el extranjero. Al final, los comerciantes pudieron seguir comerciando esclavos durante 61 años después de la decisión de William Murray. Los comentaristas han argumentado que la importancia de la decisión radicó en el modo en que fue retratada en su momento y posteriormente por los periódicos, con la ayuda de un movimiento abolicionista bien organizado.
Los abolicionistas argumentaron que la ley de Inglaterra debería aplicarse a los barcos ingleses incluso si no se encontraban en las colonias. El abogado de Stewart, financiado y alentado por los traficantes de esclavos, argumentó que la consecuencia de una sentencia a favor de Somerset podría ser la liberación de los esclavos en Inglaterra, cuyo número se decía que ascendía a 14.000. Como dijo William Murray en el informe del caso: "La liberación inmediata de 14.000 o 15.000 hombres mediante una decisión solemne es muy desagradable por los efectos que amenaza tener". Intentó persuadir a Stewart para que llegara a un acuerdo liberando a Somerset y así evitar una decisión, como había hecho en otros casos. 
En 1780, la casa de William Murray fue atacada con bombas incendiarias por una turba protestante debido a sus sentencias en apoyo de los derechos de los católicos. En el caso Thames Ditton,  William Murray pareció intentar limitar la influencia del caso Somerset.
William Murray liberó a Somerset con su fallo y lo hizo a pesar de la opinión de 1729 del Fiscal General y del Procurador General, hombres a quienes Murray, en el caso Somerset, describió como "dos de los hombres más grandes de su época y de cualquier época". La relevancia del caso puso de relieve las cuestiones ante el público. Se interpretó de forma amplia e incorrecta como el fin de la esclavitud en Gran Bretaña. Incluso el propio William Murray consideraba que la esclavitud todavía era legal en Gran Bretaña. Cuando William Murray murió, su testamento de 1782 le otorgó la libertad a su sobrina nieta mulata, Dido Elizabeth Belle, lo que indicaba que la esclavitud continuaba siendo legal. 
Los abolicionistas consideraron este caso como el legado de William Murray y un hito en la abolición de la esclavitud. Es un ejemplo en el derecho inglés de la máxima que citó como advertencia a las partes en el caso antes de comenzar sus meses de deliberación: " Que se haga justicia aunque se caigan los cielos ". 

### Influencia en Gran Bretaña y colonias
El caso Somerset se convirtió en una parte importante del derecho consuetudinario sobre la esclavitud en el mundo angloparlante y ayudó a lanzar una nueva ola de abolicionismo.  La decisión de William Murray contribuyó al concepto de que la esclavitud era contraria "tanto a la ley natural como a los principios de la Constitución inglesa", una posición adoptada por los abolicionistas. 
El caso de Knight v Wedderburn en Escocia comenzó en 1774 y concluyó en 1778, con un fallo del Tribunal de Sesiones que determinó que la esclavitud era contraria a la ley escocesa. Algunos abogados pensaron que se podrían hacer determinaciones similares en las colonias británicas, que tenían cláusulas en sus cartas reales que exigían que sus leyes no fueran contrarias a las leyes de Inglaterra; por lo general contenían salvedades del tipo "en la medida en que sea conveniente". Los activistas especularon que los principios detrás de la decisión de William Murray podrían exigir una definición rigurosa de "convenientemente", si un caso fuera llevado hasta su conclusión final. Tal decisión judicial nunca se produjo ya que las Trece Colonias obtuvieron su independencia en 1783 y establecieron leyes relacionadas con la esclavitud, mientras que los estados del norte la abolieron, en gran medida.
La Marina Real comenzó a interceptar unilateralmente el comercio de esclavos en el Atlántico en 1807 con la creación del Escuadrón de África Occidental. En su apogeo, la interdicción de la esclavitud ocuparía una sexta parte de la flota de la Marina Real e interceptaría el comercio de esclavos entre África y Oriente Medio. 
La esclavitud en el resto del Imperio Británico continuó hasta que fue terminada por la Ley de Abolición de la Esclavitud de 1833. La India quedó excluida de estas disposiciones, ya que la esclavitud se consideraba parte de la cultura indígena y no se interrumpía.

### Las Trece colonias y Estados Unidos
El caso de Somerset fue reportado con detalle por la prensa colonial estadounidense. En Massachusetts, varios esclavos presentaron demandas de libertad entre 1773 y 1774 basándose en el fallo de William Murray; estas fueron apoyadas por el Tribunal General de la colonia (por la libertad de los esclavos), pero vetadas por sucesivos gobernadores reales. Como resultado, algunas personas en colonias pro-esclavitud y antiesclavitud, por razones opuestas, deseaban una ruptura clara con la ley inglesa para lograr sus objetivos con respecto a la esclavitud. 
A partir de la Guerra de la Independencia, los estados del norte comenzaron a abolir la esclavitud o a prohibir su mantenimiento. Vermont fue el primero en 1777, seguido de Pensilvania (1780), Massachusetts (1783) y Connecticut (1784).   En Massachusetts, los fallos relacionados con las demandas por la libertad de Brom y Bett v Ashley (1781) y Quock Walker (1783) en tribunales del condado y del estado, respectivamente, dieron como resultado que la esclavitud se considerara irreconciliable con la nueva constitución estatal y se le puso fin en el estado.   En este sentido, el caso Walker se considera como una contraparte estadounidense del caso Somerset.  En el caso de Quock Walker, el presidente del Tribunal Supremo de Massachusetts, William Cushing, dio las siguientes instrucciones al jurado, indicando el fin de la esclavitud en el estado:

En cuanto a la doctrina de la esclavitud y el derecho de los cristianos a mantener a los africanos en perpetua servidumbre y venderlos y tratarlos como tratamos a nuestros caballos y ganado, es cierto que esto ha sido aprobado hasta ahora por las leyes provinciales, pero en ningún lugar se ha promulgado o establecido expresamente. Ha sido una costumbre, una costumbre que tuvo su origen en la práctica de algunas de las naciones europeas y en las regulaciones del gobierno británico respecto de las colonias de entonces, en beneficio del comercio y la riqueza. Pero cualesquiera que hayan sido los sentimientos que prevalecieron anteriormente en este particular o que se hayan infiltrado en nosotros por el ejemplo de otros, una idea diferente ha tenido lugar entre el pueblo de América, más favorable a los derechos naturales de la humanidad y a ese deseo natural e innato de libertad, con el que el Cielo (sin importar el color, la tez o la forma de la nariz o los rasgos) ha inspirado a toda la raza humana. Y sobre esta base nuestra Constitución de Gobierno, por la que el pueblo de esta Mancomunidad se ha comprometido solemnemente, comienza por declarar que todos los hombres nacen libres e iguales, y que todo súbdito tiene derecho a la libertad y a que las leyes la protejan, así como a la vida y a la propiedad, y en resumen es totalmente repugnante a la idea de haber nacido esclavo. Siendo este el caso, creo que la idea de la esclavitud es incompatible con nuestra propia conducta y Constitución; y no puede haber tal cosa como la servidumbre perpetua de una criatura racional, a menos que su libertad sea perdida por alguna conducta criminal o cedida por consentimiento personal o contrato... 

Después de la revolución estadounidense, la decisión Somerset "cobró vida propia y entró en la corriente principal del discurso constitucional estadounidense" y fue importante en el constitucionalismo antiesclavista. 
En los estados del sur, la esclavitud era parte integral de la economía y se expandió después de la Revolución, debido en gran medida al desarrollo de la desmotadora de algodón, lo que hizo que el cultivo de algodón de fibra corta fuera rentable como cultivo básico en todo el Sur profundo, a principios y mediados del siglo XIX.

## Francia y la esclavitud
El caso de Somerset ha sido comparado con el importante caso francés sobre la misma cuestión, Jean Boucaux v Verdelin de 1738. Boucaux nació esclavo en la colonia francesa de Saint-Domingue (ahora Haití). Fue traído por su amo Verdelin, un sargento del ejército, a Francia en 1728, donde sirvió como su cocinero. Después de algunos años, Verdelin comenzó a maltratar gravemente a Boucaux. El esclavo se había casado con una francesa sin el consentimiento de Verdelin y el amo lo hizo encarcelar por temor a que Boucaux intentara escapar. Boucaux presentó una demanda de libertad desde la prisión, solicitando la confirmación de su condición de libre en Francia. Siguiendo la práctica francesa, se registran los argumentos de los abogados, pero no los de la sentencia. Los argumentos de los abogados abarcaron toda la historia de la situación de la esclavitud en Francia continental. 
Boucaux ganó su caso y recibió el salario atrasado por el período que trabajó en Francia. Más tarde ese año, la legislatura nacional aprobó una ley para aclarar algunas de las cuestiones planteadas por el caso. No abolió la esclavitud en Francia. La ley se implementó con regulaciones que exigían el registro de los esclavos. La ley preveía que los amos podían llevar esclavos coloniales a vivir y formarse en un "oficio útil" en Francia durante un máximo de tres años, sin perder el derecho a devolver dichos esclavos a la servidumbre en las colonias. Siguieron otros casos. 